# Senza scampo (miniserie televisiva)
Senza scampo è una miniserie televisiva drammatica in due parti, prodotta in Italia nel 1989, con protagonista Kim Rossi Stuart e diretto da Paolo Poeti, che andò in onda in prima serata su Rai 2 giovedì 4 gennaio e venerdì 5 gennaio 1990.
Nel cast, oltre a Kim Rossi Stuart, figurano anche  Gianmarco Tognazzi, Elio Zamuto, Natasha Hovey e Sabrina Ferilli.
Si trattò del programma di maggior successo trasmesso da Rai 2 in quella stagione.

## Trama
Adriano Gualtieri è uno studente che pensa di trascorrere una tranquilla vacanza su un'isola con la sua ragazza, Marisa: non può immaginare che si tratta invece dell'inizio di un incubo che sembra non aver mai fine.
Durante la permanenza sull'isola, si viene infatti inavvertitamente a trovare in un luogo che non doveva essere visto da nessuno (una villa che rappresenta il nascondiglio di un boss latitante), tanto che finisce nel mirino di alcuni killer, che iniziano a dargli la caccia: Adriano riesce a sfuggire all'attentato, ma Marisa rimane uccisa.
E l'incubo continua, perché Adriano finisce – per così dire – "dalla padella alla brace": nessuno degli inquirenti sembra infatti credere alla sua versione dei fatti, ritenuta inverosimile, e Adriano viene così arrestato per l'omicidio di Marisa.
Solo il magistrato che lo ha fatto condannare all'ergastolo, sembra iniziare dopo un po' a dargli ascolto e decide di riaprire il caso. Ma il magistrato non farà in tempo, poiché dei killer lo uccidono davanti ad un bar sotto gli occhi della figlia.
Adriano capisce così che rimanendo in prigione, non riuscirà mai a dimostrare la verità dei fatti e che, oltretutto, corre il rischio di venire assassinato da qualche detenuto e, per questo, decide di rendersi latitante.
Il giovane inizia così una lunga fuga in cerca delle prove della propria innocenza, inseguito – da una parte – dalle forze dell'ordine che lo vogliono riportare in prigione, dall'altra, dai killer che lo vogliono morto, oltretutto non sapendo di chi potersi fidare.